# Aulacaspis mischocarpi
Aulacaspis mischocarpi är en insektsart som först beskrevs av Cockerell och Robinson 1914.  Aulacaspis mischocarpi ingår i släktet Aulacaspis och familjen pansarsköldlöss.
Artens utbredningsområde är Filippinerna. Inga underarter finns listade i Catalogue of Life.